# Cnemidophorus de Tres Cerros
El Cnemidophorus de Tres Cerros es una especie de lagarto téido del género Cnemidophorus la cual está en proceso de descripción. Es un saurio endémico de la Argentina, de dieta insectívora.

## Distribución y hábitat
El Cnemidophorus de Tres Cerros es un microendemismo del nordeste de la Argentina, en el sector norte de la mesopotamia de dicho país, en el centro-este de la provincia de Corrientes.
Específicamente habita en la comarca del Paraje Tres Cerros, en las laderas rocosas de un conjunto serrano que se eleva unas pocas decenas de metros sobre la llanura loéssica, la cual está muy explotada por la explotación pecuaria y el cultivo de arroz. Es la única especie del género que habita en el este de Corrientes. Comparte el hábitat con 2 anfisbenas y otras 4 especies de saurios, entre los cuales destaca el también endémico Homonota taragui.

## Taxonomía
Este taxón se encuentra en proceso de descripción por parte del herpetólogo Rodrigo Cajade junto con otros colegas.
Etimología
Etimológicamente el término genérico Cnemidophorus deriva del griego antiguo. Cnemido viene de la palabra knêmis que significa ‘cnémidas’, un elemento de protección de las tibias utilizado durante la Antigüedad en Grecia. Por su parte, phorus es un sufijo del mismo idioma que se traduce como ‘portador de’.

## Características
Este pequeño lagarto presenta una coloración general negruzca sobre la cual, en la vista dorsal, destacan 4 líneas longitudinales blancas. Cada lado del cuerpo muestra una ancha banda verde claro brillante que se extiende desde la base de los miembros delanteros hasta la de los traseros. La base de las escamas, en el sector medio y trasero de esa banda, presentan también tonos oscuros. Dicha banda verde se encuentra contenida por el color blanco del vientre y hacia el dorso por una lista también blanca que nace en las narinas, pasa por debajo del ojo y llega hasta los lados de la cola.  Paralela a esta corre otra banda blanca más fina que nace por delante del ojo y es más nítida desde la nuca. Todo lo ventral, desde el ápice del hocico e incluso lo inferior de los miembros, es de color blanco. 

## Conservación
El estado de conservación es vulnerable, debido a su endemismo localizado con poblaciones únicamente presentes en las laderas de un conjunto de 3 pequeñas colinas rodeadas por una llanura con hábitat desfavorable, el que además presenta una intensa actividad agrícola y ganadera. 